# Liferay
Liferay, Inc., és una empresa de codi obert que ofereix documentació gratuïta i servei professional de pagament als usuaris del seu programari. Centrat principalment en la tecnologia del portal empresarial, l'empresa té la seva seu a Diamond Bar, Califòrnia, Estats Units.

## Història
El producte original de Liferay, Liferay Portal, va ser creat l'any 2000 per l'arquitecte de programari en cap Brian Chan per oferir una solució de portal empresarial per a organitzacions sense ànim de lucre. El 2004, l'empresa es va constituir amb el nom de Liferay, Inc. i va formalitzar la seva filial alemanya Liferay GmbH. El 2007, la companyia va obrir una nova seu asiàtica a Dalian, Xina, i la filial espanyola Liferay SL. I el març de 2009, la companyia va obrir una nova oficina a Bangalore, Índia. Fins ara Liferay té 22 oficines a tot el món amb més de 250 socis i 180.000 membres de la comunitat de codi obert.
Sun Microsystems i Liferay van signar un acord per compartir tecnologia durant el maig de 2008. Sun Microsystems va canviar el nom de GlassFish Web Space Server. ZDNet descriuria més la relació a l'article de maig de 2008 Sun and Liferay launch web-presentation platform. El 2010, Oracle Corporation i el servidor d'espai web GlassFish no es va incloure al seu full de ruta del portal, amb totes les perspectives entregues a Liferay, Inc.
L'abril de 2013, Liferay es va associar amb TIBCO Software per oferir una sèrie d'adaptadors de connectivitat empresarial Liferay (adaptadors eC) que utilitzen TIBCO ActiveMatrix BusinessWorks amb la intenció de facilitar la integració de Liferay Portal amb múltiples sistemes.
El maig de 2016, l'empresa va presentar Liferay Digital Experience Platform, una expansió del portal Liferay original, per oferir funcionalitats addicionals, com ara mètriques de compromís.
El juliol de 2018, Liferay va llançar dos productes nous: una solució de comerç digital centrada en B2B anomenada Liferay Commerce i un programari d'anàlisi en núvol anomenat Liferay Analytics Cloud.
L'octubre de 2018, Liferay DXP Cloud es va llançar per ajudar les organitzacions empresarials a passar al núvol.
El desembre de 2019, l'edició col·laborativa de documents es va introduir completament a Liferay amb la integració del programari d'ofimàtica OnlyOffice mitjançant l'aplicació d'integració.